# Diferencial Ferguson

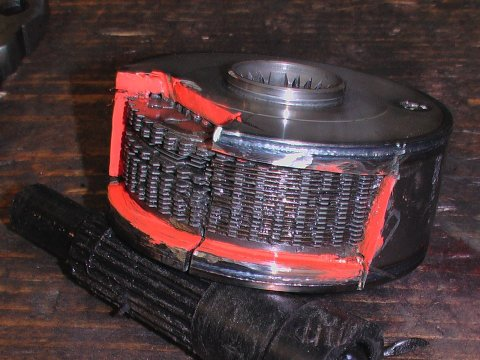
Diferencial Ferguson amb la carcassa retallada, mostrant les peces internes.

El  diferencial d'acoblament viscós  o  diferencial tipus Ferguson . En aquest tipus de diferencial cada semieix està unit a un joc de discos especials intercalats dins d'una carcassa hermètica que conté un fluid de gran viscositat (normalment, silicona). Quan hi ha diferència de gir entre els semieixos, el fluid es torna més viscós i tendeix a fer solidaris els dos jocs de discos, igualant les seves velocitats de gir.
- Això permet transmetre fins al cent per cent de la força a l'eix amb més adherència. En un diferencial normal, quan una roda patina, el parell motor que és possible transmetre a la roda que té més adherència està limitat pel parell de la roda que patina. Si aquest parell és nul (zero), també és zero el parell que es pot transmetre.

Poden utilitzar-se com diferencials autoblocants i també com a mecanismes autoblocants a diferencials lliures, en aquest cas només intervenen quan hi ha una gran diferència de gir entre els eixos. La seva regulació varia en funció de la separació dels discos i de la viscositat del fluid.

## Informació addicional
"Visco" és una marca comercial de Behr GmbH, Stuttgart. DPMA Registernummer 1130963;  Nizza-Klasse 12, 7: Flüssigkeitsreibungskupplungen für Maschinen und Landfahrzeuge